# Couiza
Couiza – miejscowość i gmina we Francji, w regionie Oksytania, w departamencie Aude. Przez gminę przepływa rzeka Aude. 
Według danych na rok 1990 gminę zamieszkiwało 1287 osób, a gęstość zaludnienia wynosiła 190 osób/km² (wśród 1545 gmin Langwedocji-Roussillon Couiza plasuje się na 283. miejscu pod względem liczby ludności, natomiast pod względem powierzchni na miejscu 916.).

## Zabytki
Zabytki w miejscowości posiadające status Monument historique:
- zamek w Couiza (Château de Couiza)